# Tristan Tulen
Tristan Tulen (22 de julio de 1991) es un deportista neerlandés que compite en esgrima, especialista en la modalidad de espada. Su hermano Rafaël compite en el mismo deporte.
En los Juegos Europeos de Cracovia 2023 consiguió una medalla de oro en la prueba individual. Ganó dos medallas de plata en el Campeonato Europeo de Esgrima, en los años 2022 y 2025.

## Palmarés internacional
| Juegos Europeos    | Juegos Europeos    | Juegos Europeos  | Juegos Europeos    |
| Año                | Lugar              | Medalla          | Prueba             |
| ------------------ | ------------------ | ---------------- | ------------------ |
| 2023               | Cracovia (Polonia) | Medalla de oro   | Espada individual  |
| Campeonato Europeo |                    |                  |                    |
| Año                | Lugar              | Medalla          | Prueba             |
| 2022               | Antalya (Turquía)  | Medalla de plata | Espada individual  |
| 2025               | Génova (Italia)    | Medalla de plata | Espada por equipos |